# Eremiaphila murati
Eremiaphila murati är en bönsyrseart som beskrevs av Lucien Chopard 1940. Eremiaphila murati ingår i släktet Eremiaphila och familjen Eremiaphilidae. Inga underarter finns listade i Catalogue of Life.